# 볼가강 (영화)
볼가강(Volga - Volga)은 소련에서 제작된 그리고리 알렉산드로브 감독의 1938년 코미디, 뮤지컬 영화이다. 이고르 일린스키 등이 주연으로 출연하였다.

## 출연

### 주연
- 이고르 일린스키
- 류보프 올로바